# Xylota amaculata
Xylota amaculata är en tvåvingeart som beskrevs av Yang och Cheng 1998. Xylota amaculata ingår i släktet vedblomflugor, och familjen blomflugor. Inga underarter finns listade i Catalogue of Life.